# Senorbì
Senorbì (sardinsky: Senorbì) je italská obec (comune) v provincii Sud Sardegna v regionu Sardinie. Nachází se ve výšce 199 metrů nad mořem a má přibližně 4 800 obyvatel. Rozloha obce je 34,29 km².